# Gontenschwil
Gontenschwil is een gemeente en plaats in het Zwitserse kanton Aargau en maakt deel uit van het district Kulm.
Gontenschwil telt 2.025 inwoners.